# 爱琴文明
爱琴文明是希腊及爱琴海沿岸古代文明的总称，是希腊乃至西方文明的源头。前期较重要的出土遗址为克里特岛上的克诺索斯宫，这一文明被称作米诺斯文明。同時代希腊地区也有基克拉泽斯群島的基克拉泽斯文明，以及位于希腊大陆的赫拉斯文明。后期较重要的遗址有荷马史诗中提到的迈锡尼与特洛伊。

## 独特的风格
自从它们被认真地研究以来，爱琴文明的独特性从未被怀疑过。曾经有人怀疑那些出土的物品属于埃及或是腓尼基文明，然而随着越来越多的证据被发现，这种说法已被证明是不正确的。爱琴文明发展出三个鲜明的特点。

### 艺术
爱琴艺术与其他史前时期和地域的艺术风格不尽相同。的确，它借鉴了其它同时代的艺术，特别是在它的后期阶段，但是这种借鉴通过爱琴匠人的双手，烙上了鲜明而独创的特点，即现实主义的风格。而从这点上来说，他们的确是希腊艺术的先行者。克里特的壁画艺术、陶器主题、浮雕、独立雕塑以及金属浮雕工艺都提供了实例，能够进一步加深希腊大陆上（如迈锡尼、瓦斐奥、梯林斯等）已经发掘的金饰和绘画作品所给我们留下的这一印象。

### 建筑
爱琴地区的宫殿有两种布置：
一种（可能也是较早的）形式是所有的房间围绕着一个中心方形院落设置，互相之间以迷宫般复杂的通路连接，而这个更大的方形是从长边进入，以许多立柱纵向切分。而第二种中，主要的房间为所谓正殿形式。它独立存在，同其余部分用走廊隔开，可以从短边的一个门厅进入。它有一个中央的壁炉，由立柱环绕，并可能可以直接通向天空；不存在中央院落，其余的居室组合成不同的独立区间。
这种双重结构的形成可能有地理上的原因。虽然许多埃及、巴比伦以及赫梯宫殿被发掘，还没有其他地区现存的遗迹显示出爱琴地区拥有的这些结构。

### 墓葬
一种圆顶或称“蜂窝”形的墓葬，最著名的例子在迈锡尼。克里特岛的“拉耳那克斯”（larnax）棺材，同样在爱琴海之外无人能比。

## 爱琴文明的历史
由于书面记录的匮乏，我们只能主要从纪念建筑和考古发掘中梳理出大致的历史进程。当然，最近对文字材料的解读工作也增加了不少认识。

### 起源和持续性
存在了至少三千多年的爱琴文明在多大程度上可以被认为是持续的？考古发掘提供了许多证据以回答这一问题。爱琴文明的根可以追溯到漫长的原始新石器时代，这一时期代表为克诺索斯将近6米厚的地层，它包含了石器以及手工制作打磨的器皿的碎片，显示了从底层到顶端持续的技术发展。
这一米诺斯文明层可能比希沙立克（Hissarlik）的最底层年代更早。它的结束标志为对陶器上白色充填的锯齿状装饰的引进，还发现了以其单色颜料对其主题的复制品。在这一阶段的结束后，紧接着的是青铜时代的开端，以及米诺斯文明的第一阶段。因此，对于分层的仔细观察可以辨认出另外八个阶段，每一个阶段都标志有陶器风格的重要进步。这些阶段占据了整个青铜时代，而后者的终结，标志为铁这一更为先进的材料的引入，也宣告了爱琴时代的落幕。
约前1000年铁在全爱琴范围内获得使用，这种材料或可能是一批北方的入侵者赖以成功的手段，他们在早期定居点的废墟上建立起了自己的统治。同时，对于新石器时代之后的九个克诺索斯时期，我们可以贯穿其中观察到一种非常鲜明的、有序而持久的陶瓷艺术的全方面的发展。从一个阶段迈向另一个阶段，装饰的组织、形式以及内容逐渐发展。因而直到这两千多年之久的演化末期，原初的影响仍然清晰可辨，这一涓涓细流没有丝毫被打乱的迹象。这个事实可以进一步说明整个文明一直在其基础和本质上沿承着自己的脉络。
虽然在其他艺术种类的遗存中这一论断的例证不够丰富，壁画艺术起码在晚期显示了同样有序的发展；而对于宗教，我们至少可以说没有突变的迹象，从统一的自然崇拜通过各个正常的阶段直至晚期发展出拟人神。没有迹象表明有传入的神祇或宗教理念。
爱琴文明是土生的文明，深深植根于这片土壤，顽强地在整个新石器时代以及青铜时代延续和成长在自己的土地上。
然而有少量证据表现出一些变化，例如外来的小型部落的入侵，他们接受了文化上更占优势的被征服者的文明而融入了后者。克诺索斯王宫的多次重建可能提供了可信的证据。相似的重建也在同一阶段发生于斐斯托斯，可能也发生于圣三一（Hagia Triada，地名）。
我们在爱琴海北部地区迈锡尼、梯林斯以及希沙立克的宫殿中所发现的“正殿”布置可能说明它们是晚期的作品，因为没有一个显示出类似克里特的那种独有的设计。

### 年表
爱琴文明的年表是基于同已知朝代的埃及文物之间的比较而得出的，这最早来源于早期米诺斯器皿同公元前3100年古埃及第一王朝器皿的相似性。其他克诺索斯残余同前1900年代第十二王朝的遗迹相像。
在克诺索斯王宫的中央院落中发现一个闪长岩小雕像，它的风格以及所带的十三王朝镌刻值得提及；在此同样发现了一个“牧羊王”希安（Khyan）的边饰（cartouche），他一般被定年为前1650年代。
在迈锡尼、伊阿利苏斯、瓦斐奥等地区发现的金龟子和其他埃及物件将它们定位于第十八王朝（约前1600—1400）。而在埃及，带有爱琴样式的莱夫提（Refti，埃及附庸国）贡品器皿上面所绘的形象在服饰和发型上同克里特壁画和宝石上的形象有诸多相同，而且在后继的王朝中继续被表现，例如位于底比斯的莱克玛拉（Rekhmara）墓。
在米诺斯，晚期的器皿被发现同第十八王朝的文物放在一起，而在爱琴海上也有证据显示出始于这个朝代的埃及风格的巨大影响力，比如迈锡尼短剑、壁画以及其他物件上所描绘的尼罗河场景等。
爱琴文明的结束时间较难确定，直到公元前1000年左右爱琴地区才使用铁来制造武器，可能与古典时期希腊人记忆中的多里安人入侵，即北方民族的入侵相吻合。这场入侵没有立即将爱琴海文明扫除，至少在南部地区是如此。但它最终摧毁了诺索斯的宫殿，并导向了几何时期。至此，爱琴文明的历史可以确实地说是结束了。

### 纪年
从考古发掘的头骨形状来看，一支接近于北非人种的地中海民族自从遥远的新石器时代就定居于除了克里特岛之外的爱琴地区。后者的独立性和自然物产的丰饶一直完好地保存到前4000年代。
然而大致相应于埃及的第十一王朝和第十二王朝（前1800年）时期，克里特岛上发展出了某种文明。最初是岛屿中央分散的小部落，演化成为强大的君主集权国家：首都在克诺索斯的米诺斯文明。它的国王，可能同时也是当时兴盛的自然崇拜的高级祭司，下令修建了一个宏伟的石头宫殿。他还从弱小的部落接受进贡，比如统治墨萨拉平原（Messara）的斐斯托斯王子。米诺斯君主同埃及有海路联系，并将他的货物送往南爱琴海的各个地区，如处于费拉科庇第二城市阶段（Second City Period）早期的米洛斯以及塞浦路斯；而作为交换，接受如米洛斯黑曜岩刀之类的商品。另外，他们在早期就发展出一套图像文字系统，然而只有少量留在耐久的物件上的铭文才被保留下来。在陶瓷物件或是石膏上的土生绘画风格也日益精良，另外从陶器的形状可以推断出它们也有高超的冶金技术。
人们没有在克诺索斯和斐斯托斯发现防御工事，因此推测克里特时期和平安详，既没有内忧也没有外患。在岛屿的东部发现了一些同首都关系紧密的小型定居点，它们控制着当地丰饶的地域并支援着海上的贸易。古尔尼亚（Gournia）以及帕莱卡斯特罗（Palaikastro）同时担负着这两个使命；地方政治中心扎克罗斯（Zakros）可能最初出于商业目的被兴建，以作为非洲商路的起点。这个统治于大约前3000年代到达它的顶峰，随后经受了确切但不太显著的衰落。
同时，在爱琴地区的其他条件良好的地点，主要是同早期海上商路有联系的地方如梯林斯和希沙利克，一些早期民族发展出了自己的文明。自然，这些文明随着它们同克里特的距离，不同程度上都受到更高级的米诺斯文明的影响。如早期的希沙利克比起米洛斯岛表现出更多的外部（即亚洲）的影响，而更少克里特的影响。同时期的希腊内陆仍然是未开化的地区。
500年后，即约前1600年发生了某种突变。倏忽之间整个地区的文物展现出一种惊人的一致性，本地的陶器发展脉络几乎完全停止，取而代之以所有地区统一的制造和装饰样式。克里特人摆脱了前段时期的衰落，重新走上稳固发展的道路。它们分阶段发展出一套更方便和具有表现力的书写系统，在圣三一遗址得到充分的展现。整个地区的艺术呈现出了统一的精神和模式，在宗教中它们表现出同样的拟人神风格以及同样的仪式用具。一个地方生产的物件在另一些地方被发现。爱琴地区的影响力日益加深和远播，例如同埃及的贸易发展得非常可观，爱琴物件以及它们的仿制品可以在叙利亚、小亚细亚内陆以及地中海中西地区：即西西里、撒丁岛以及西班牙发现。毫无疑问当时一个强大的力量已经稳固地在爱琴海中央发展起来，整个地区都位于它的政治、社会及艺术影响之下。
这个力量位于克里特，但它不断地受到北方新鲜血液的激励，这个补充足以激起文明内部新鲜的成分，但还没有强大到能够在根本上改变文明的内质。
克里特的主宰非常短寿。前1500年之后不久，岛上的宁静被破坏，克诺索斯宫殿被洗劫并焚毁。一些较低等的文明入侵了爱琴地区（至少是希腊大陆和沿岸岛屿），使克里特艺术受到了无可挽回的一击。他们如同其先驱者一样，虽然政治上占据了主宰，在文化上却在破坏中接受了被征服者的影响。我们仍无法确定这些入侵者究竟是谁，但他们很可能也是从北方而来，是后世“希腊人”的祖先。在它们的统治下重现了和平。虽然艺术生产的质量下降，但重新在被统治的人民中繁荣起来。克诺索斯宫殿的北部被入侵的部落酋长重新占据，留下了为数众多的富裕的陵墓。商业活动可能得到恢复，因为即使质量下降，爱琴产品在一致性和广泛分布上尤甚于从前。
约前1000年灾难最终降临，克诺索斯的宫殿再次被摧毁，而这次它再也没有被重新使用过。铁取代了青铜，爱琴艺术在包括克里特的希腊大陆和岛屿上，连同克里特文字一起销声匿迹。有理由相信在塞浦路斯以及可能在安纳托里亚的西南海岸，这场灾难并未完全摧毁原有的文明，爱琴文明在这里同它的根源切断了联系，继续残存着。其他一些地方残存的，使用了毫无生气的几何风格的艺术设施，反映了早已风华不在的末期爱琴文明的影子。同样的，更简单的火化取代了土葬。
这场巨大的灾难为地方艺术的新发展扫清了障碍。它可能源于又一次北方部落的入侵，而他们比起前驱者而言要更为野蛮，并装备了更为先进的铁质武器。这些部落，所谓“多利亚人”为荷马以及后世的希腊传统所知。他们击碎了一个已经坚实地建立起来的文明，使得爱琴的艺术精神花费了两到三个世纪，可能通过残存在爱琴的民族性里的艺术天性，才又得到重新绽放。在这次征服的过程中，整个地区似乎经历了一场长期的动荡和人口迁移，以爱奥尼亚迁移以及埃奥利亚和多利亚“殖民”存留在希腊的记忆里。而当我们再一次清晰地见到爱琴地区作为一个整体时，它已经被希腊人所占据，却并没有完全丢失早期文化的印记。

## 政治机构
克里特巨大的宫殿提供了岛上君主制政权存在的证据，同样迈锡尼、梯林斯以及希沙利克也发现有筑有工事的要塞，每个地方都由一个大的宫廷住房以及围绕着的居民小住房组成。前2000年之前地区艺术的分立发展显示了早期不同传统的存在，其中最显著的是米诺斯文明。而在那之后的证据显示了一个政治统治在一段短时期或者两个时期内覆盖了整个地区，克诺索斯发现的贡品名录可能表明权力的中心始终位于那里。

## 宗教
迄今为止，神坛只有在宫殿里面被发现过，这可能证明了国王在自己手中也掌握着宗教的权力，比如他们本人可能就是高级祭司。整个地区的早期宗教在本质上都是相同的，主要特征包括如对主神的崇拜，他们寓居于自然界的主要形象中（太阳、星辰、山岳、树木等）并掌握着丰产的秘密。这种崇拜经历了一段无偶像（aniconic）时期，从那衍生出了神物，比如石头、立柱、树木、武器（双面斧或盾牌）等等。当偶像阶段于前2000年来到的时候，我们发现正如其他地中海东部地区一样，他们有一个女神代表神灵，加上一个年轻的下属神，可能是女神的儿子和配偶。这一对代表了同人类息息相关的生殖力。女神有时同代表乌拉诺斯（天堂）的鸽子一起出现；有时同代表克托尼俄斯（大地）的蛇一起出现。在仪式上，神物，通常为小雕像，起了很大的作用：所有的植物和动物都是神圣的，人们使用祭品（非人、不被焚烧）、所有形式的贡奉和拟像（simulacrum）、附身等等宗教实践。死者作为返回伟大母亲（Great Mother）的人，是一种英雄崇拜的对象。这种早期的自然崇拜解释了许多古希腊宗教中的非正常现象，特别是对于阿耳忒弥斯和阿佛罗狄忒的崇拜中所表现出的。

## 社会组织
可能长期存在一个原始母系氏族社会，但是缺乏相关证据。我们对于君主治下的人民是如何组织的一无所知。由于发现了太少的军人，社会中是否有一个真正的军人阶层这一点很可疑。在克诺索斯和Phaestus宫殿的范围内发现了类似剧场的结构，可能只是为了王家的演出和最高法院（Assize），而不是群众集会之用。米诺斯文物中保留有一个非常精密的记录、会计以及其他秘书工作的系统，可能显示出一个可观的法律体系的存在。统治阶级的生活非常舒适，甚至在早期社会的观点来看穷奢极欲。他们拥有装潢精致的石质宫殿，有独立的寝殿、巨大的大厅、能够导入光线和空气的巧妙装置、卫生系统以及极为现代化的排水及供水排布。甚至在新石器时代后，居民的小居所也由石头所制，内部布有石膏。在前1600年之后，克里特的宫殿拥有一层以上的楼层、精美的楼梯、浴室、窗户、折门以及拉门等。在最后的阶段，一些宫殿中公寓房间的排布可能表明至少在统治阶级中有单独间隔的后宫。米诺斯壁画中显示有成群隔离的妇女，她们在宝石上出现。有证据显示人们食用鱼、肉以及许多种类的蔬菜，并且饮用葡萄酒和啤酒。厨房、餐桌以及奢侈品所用的器皿显示出外观和功能上无数的变化。工匠使用许多种类的工具，先是黑曜石质和其他硬质石头，后来变成青铜所制。椅子被精心制作成适合人体型的形状。至少在克里特上有存在大规模橄榄及葡萄酒文化的证据。战车在最后阶段被使用，在克里特泥版上有图片反映，这也许说明人们掌握使用马的方法。实际上一个宝石印象上呈现了马的形象。许多道路铺有人行道。或多或少带有宗教色彩的运动也经常表现在艺术作品中，特别是斗牛、舞蹈、拳击以及军事搏击。

## 商业
商业活动在非常早期就已经发展到相当的程度，这点从传播到整个爱琴地区的米洛斯黑曜石以及尼罗河艺术对早期米诺斯艺术的影响上可以看出。考古学家发掘出出口至米洛斯、埃及以及希腊大陆的克里特器皿。米洛斯陶器也同样传到了克里特岛。在前1600年之后，同埃及之间的贸易非常发达，爱琴产品出口到整个地中海沿岸。学者没有找到货币存在的证据，然而一些斧头的重量不合实际地过轻，或许具有此种性质。人们还找到了标准重量，以及代表这种标准的锭块。不过目前为止，仍未在这个地区以外发现爱琴语言的书面文献以证明他们同国外存有书信来往（epistolary）。对船只的描绘不太常见，只在爱琴宝石、宝石的封印和瓶罐上发现了一些，是带有桅杆而干舷高度较低的舰只。装饰中对海洋场景的熟练使用显示出他们对大海的熟悉。同时在二十世纪对爱琴海沿岸沉没商船的研究为这个领域带来大量新的信息。

## 墓葬风俗
就目前所了解的知识，早期的墓葬形式为直立的石头所砌的墓葬腔，有时候也位于岩洞中，下葬之后腔室被土所掩埋。不久之后，在克里特出现了骨头坑，容纳许多遗骸。在埋葬前人们可能先将血肉从骨头上煮去，或将其置于孤立的腔室内让其腐烂，然后再将骨骸收集。腔室则重新利用。至于棺材一般尺寸很小，里面的尸体蜷曲，膝盖顶着下颌。它们多见于开挖的地室或是坑中。在后期，一种圆顶墓（tholos）或称“蜂窝墓”（bee-hive tomb）变得常见，有时候它们完全是挖掘而成，有时呈穹顶状（如迈锡尼壮观的“珍宝库”）。迈锡尼文明中的浅墓也是一种后期形式，同晚期米诺斯公墓同一时期。最后的墓葬形式是平平地拱起的腔室，由一个水平或略微下倾的通道从外部链接，通道的两侧逐渐合拢。似乎在爱琴文明期间没有任何火葬的迹象。爱琴文明贯穿始终一直有武器、食物、水、化妆品等各式物件同尸体一起埋葬。在迈锡尼遗址中发现了一个可能竖立于坟上的祭坛，也许奴隶在这里被殉祭给死去的主人。圣三一发现的一个彩绘石棺可能也显示了对死者的英雄崇拜。

## 艺术创造
克里特岛上的陶瓷艺术在前3千年中期在技术、样式和装饰上已经发展到一个很高的水平，可以媲美任何当时世界上的任何陶器作品。对壁画艺术品或是金匠技术也可以作同样的评价。赤陶模型、石头和象牙雕塑、宝石镌刻在前2000年也跟上了这个步伐。在前2000年之后，所有这些艺术都重又恢复了生机，尤其是雕塑（特别是各种尺寸的浮雕作品）、雕刻的石质器皿、金银铜冶金术都有更长足的发展。前15世纪，这些艺术及壁画、器皿绘画、宝石雕刻都站上了爱琴艺术的顶峰，直到前6世纪都未被逾越。釉陶的制造、塑形和绘画，以及对许多材料的镶嵌技术对爱琴工匠来说都毫不陌生，在他们的作品中表现出对自然的强烈感知能力、对理想化形象及装饰效果的追求，呼应着晚期希腊化艺术中最好的时期中所体现出的同样特质。建筑装饰也得到了很大的发展，爱琴柱式中柱头和柱身所体现出的丰富变化可以从大英博物馆所收藏的“阿特柔斯珍宝”中窥见一斑；对于檐壁艺术我们有迈锡尼和米诺斯的残片作为见证；米诺斯的绘画也是珍品。晚期精美的金饰作品在迈锡尼和瓦斐奥（Vaphio）得到保存，只需提及它们的大名就足以让人信服。总结来说，爱琴艺术在它的鼎盛时期公元前1至2千年中的成就绝不输于同时代的任何艺术。

## 爱琴文明的见证
迄今为止最有代表性的考古遗址为克诺索斯，它不仅提供了许多有价值的材料，同时它在从新石器时代直到古典文明萌芽如此长时间的跨度内的连续性也是很珍贵的。其他重要的考古遗址有希沙立克、迈锡尼、斐斯托斯、圣三一、梯林斯、费拉科庇、帕莱卡斯特罗（Palaikastro）以及古尔尼亚（Gournia）。

### 内部见证
- 建筑结构：宫殿的废墟、宫廷别墅、民房、圆顶墓、墓室腔、工事（爱琴海岛屿、希腊大陆以及安纳托里亚西北）；没有发现明显的神庙建筑，但在凹雕和壁画上辨认出神龛和“temene”（宗教围墙，如同J.L.Myres于1904年在帕莱卡斯特罗附近的佩特索法（Petsofa）所发现的遗迹）。资料和镶嵌装饰中还有对宫殿和房屋的表现。
- 装饰结构：建筑元素，如圆柱、檐壁雕带以及不同的装饰线条；墙饰，如壁画、彩色浮雕以及马赛克拼贴。
- 家具
  - 日常家具，如多种材料所制的各式器皿，从巨大的储物罐到微小的软膏瓶；厨房用具；宝座、椅子、桌子等等，都用石头或赤陶制成。
  - 神圣的器物，如仪式所用物件及其模型，还有不少描绘它们的图像。
  - 葬礼器具，如彩绘赤陶制的棺材。
- 艺术作品：塑形作品，如石头或象牙雕刻，浇注或锻打出的金属（金、银、铜及青铜），或粘土、釉陶、糊料等所制的模型；极少有迹象表明存在大型的立像，不过有许多小型雕像；各种花瓶，有大理石或其他石刻的、有金属铸造或锻造的、有粘土所制的，尤其是后者有许多种类并且存量巨大，装饰以精美的彩色主题，有时带有装饰塑形；透明或不透明的石头上的绘画；大量镌刻作品，如环座及宝石；以及从它们上翻印的许多大量粘土印模。
- 武器、工具及器具：石、粘土、青铜和（在最晚期）铁制，时有丰富的装饰和镶嵌；有许多对它们的描绘。没有找到实际上的盔甲，只有一些同死者合葬的仪式性的类似物件，如迈锡尼圆形墓中发现的金质的胸甲等。
- 私人用品：胸针（fibulae）、大头针、剃刀、镊子等，经常被发现作为对神的祭品，比如在克里特的迪克泰恩（Dictaen）洞中发现；没有任何织物留存。
- 书面材料：例如粘土泥版和盘子（只在克里特发现），没有发现更脆弱的材料如动物皮、纸莎草等；宝石的镌刻和刻模；在陶器上用颜料书写的传奇（罕见）；石头或陶器上刻画的人物。包括两种书写系统（线形文字A和线形文字B）。
- 墓葬发掘：洞穴或坑式，死者在里面同各种日常和奢侈品物件一同埋葬，置于棺材或小室内或只是简单地包裹起，没有火葬。
- 公共设施：如铺平、有台阶的路，桥，排水系统等。

### 外部证据
- 其他同时代文明的见证：如埃及壁画中对外来民族的描绘；在非爱琴地区对爱琴产品和风格的仿制；在埃及、闪米特及巴比伦文献中对爱琴海民族的指称。
- 后世文明的文学记录：尤其是希腊文明。例如荷马史诗、有关克里特和迈锡尼的传说等；对于神祇、教派等起源的说法，通过希腊古典学者如斯特拉博、保萨尼亚斯、狄奥多罗斯等传到我们的手中。
- 习俗、条令、仪式等的痕迹：在后来的爱琴地区，这些方面多少存在一些不和谐，可能显示出一套与当前文明不同的古代传统的存在；可能还有早期系统的语言学甚至实物遗存。史前文明在迈锡尼和梯林斯的存在早在古典时期就为希腊人所知晓了。

## 爱琴文明的发现史
迈锡尼城堡的幕墙以及箭塔、它的纹章式的狮子门以及宏伟的“阿特柔斯宝库”在海因里希·施里曼的时代前在人们的面前静静地守候了数十世纪，所有人都认为它们所代表的只是荷马的英雄时代，希腊文明粗陋的开端。然而施里曼在这个门后面的墓穴中所发现的珍宝令世人大为震惊，特别是学者为它为它们所展现出的迈锡尼史前居民的精湛工艺而重新改变了对爱琴文明的看法。
然而在1867年之前就已经有大批的证据存世，如果它们能够被认真地收集和研究的话，施里曼的发现就不会显得这么戏剧性了。虽然有一些纳贡，比如埃及的底比斯第十八王朝的莱克玛拉（Rekhmara）墓中所发现的瓶罐带有特别的样式，已经被确认为属于地中海的一个民族；然而当时在地中海发现的史前残存为数甚少，不足以认定他们的栖居情况或是文明的程度。同样，1870年左右默默存放在各个博物馆的爱琴文物也不足以提供揭露隐藏在阿尔戈斯、特洛阿斯（Troas）和克里特神话之下的希腊秘密的钥匙，使它们能够得到更认真的对待。爱琴器皿自1840年起就在塞夫尔（Sèvres）和纳沙泰尔（Neuchâtel）展出，它们的来源一是米洛斯的费拉科庇，另一个是凯法利尼亚岛（Cephalonia）。
希腊王国成立之初被任命为雅典文物掌管人的德国考古学家罗斯（Ludwig Ross），在他始于1835年对于希腊诸岛的考察中对一些早期凹墓（intaglio）产生了兴趣（此后它们以孤立石，德语“Inselsteine”著世）；不过还要等到1878年牛顿（C.T.Newton）证明它们不是变形的腓尼基产品。1866年为了修建苏伊士运河而在锡拉希亚岛（Therasia）开采白榴火山灰，一种二氧化硅质的火山灰，在开采的过程中采矿工人们发现了一个原始的建筑结构。之后，1870年法国雅典学院在圣托里尼（锡拉岛）上发现了一批陶器，它们的风格在现在看来明显属于稍早于爱琴晚期的器具，此外同时发现了许多石质和金属的物件。地质学家福凯（Ferdinand A. Fouqué）根据所覆盖的喷发地层，多少有些武断地将它们定为前2000年。
同时，1868年比利奥蒂（Alfred Biliotti）在罗得岛伊阿利苏斯（Ialysus）的墓中发现了许多绘
甚至施里曼在特洛阿斯（Troas）的希沙利克的第一次发掘也没有激起多大反响。直到第二层“焚毁的城市”于1873年出土，同它的工事和器皿、以及发掘者认为是其贮藏的大量金、银和青铜物件一起进入世人的视野后，才在圈内引起了广泛的兴趣，并且最终跨越了这个圈子获得了普世的影响力。因此，当施里曼三年后来到迈锡尼墓前，所有的灯光都最终聚焦到了希腊史前的这段辉煌时期。发现表明，迈锡尼物件的制造和装饰风格同已知的所有艺术门派都不相同，而且对于“孤立石”和伊阿利苏斯器皿越来越广泛的发现，以及对早期锡拉和希沙利克文物的比对让我们对这一文明空间和时间上的深度有了更进一步的认识。人们普遍接受了将荷马笔下的物品和迈锡尼珍品作比照的做法，同时，无疑显示了《伊利亚特》中的文明是其祖先迈锡尼人的遥远遗产。
施里曼于1878年重新开展了对于希沙利克的工作，并且极大地丰富了我们对于底面地层的知识，但是他没有注意到这个“吕底亚”城市第六层所包含的爱琴遗物，直到1879年起担任施里曼助手的多普费尔特博士（Dr. Wilheim Dorpfeld）于后者去世之后对希沙利克继续进行的研究，才抓住了这一点。不过在施里曼1884年对于梯林斯上层的发掘已经使人们对史前的日常生活有了进一步的认识，他的这一贡献两年后由特松塔斯（Christos Tsountas）在迈锡尼宫殿的发现进一步加深。然而施里曼在梯林斯的工作直到1905年才重新继续，证实了一直被猜想的事情，即在他所发现的宫殿的底下还有另一座更早的宫殿。
自1886年起，所有的发现，包括阿尔戈利德地区之外的坟墓，包括特松塔斯对迈锡尼建筑和小墓葬的持续发掘，以及独立于施里曼所发现的另一座宝库，统统被收集到雅典的国家博物馆。在同一年，许多圆顶墓在不同的地方被发掘出来，包括阿尔基那（Arkina）、阿提卡半岛的厄琉息斯、位于色萨利的沃洛（Volo）附近的迪米尼（Dimini），泰格图斯（Taygetus）山西侧的坎波斯（Kampos）以及位于凯法利尼亚岛的马斯卡拉塔（Maskarata）。许多墓葬都被盗劫过，但还是留有一些器具。其中最富有的坟墓是1889年于拉科尼亚的瓦斐奥发现的，除了许多珠宝和金匠工艺品之外，还有一对特别珍贵的刻有猎牛场景的金酒杯。此外有一些绘画风格粗犷的碎陶器让人十分困惑，直到对克诺索斯宫殿的发掘之后这个谜团才得以解开。
在1890年和1893年斯泰斯（Staes）在阿提卡的托里库斯（Thoricus）清理出一些不这么富庶的圆顶墓；另一些石头凿出的“蜂窝墓”或墓室被发现于斯巴达、阿提卡的阿斐德纳（Aphidna）、爱琴那（Aegina）、萨拉米、阿尔戈斯赫拉神庙、阿尔戈利德的瑙普里亚（Nauplia）、底比斯附近、德尔斐以及距离色萨利的拉里萨（Larissa）不远的地方。在结束于1888年的雅典卫城发掘中，许多迈锡尼风格的陶器碎片被发掘出来；但是在奥林匹亚却没有任何收获，或许是它们在引起注意之前就被弃置一旁；德尔斐的神庙遗址没有任何明显的爱琴物件。美国人对阿尔戈斯的赫拉神庙于1895年的发掘也无法证明它在史前时期是重要的地址，然而，就像它毗邻迈锡尼的地理位置所提示的，在爱琴时代后期有被居住的迹象。
对史前文物的寻找现在拓展出了希腊大陆。一些爱琴中部岛屿，比如安提帕罗斯（Antiparos）、伊俄斯（Ios）、阿莫尔戈斯（Amorgos）、希洛斯岛（Syros）以及锡弗诺斯岛都发现有异常丰富的爱琴中期文物。西兰（Syran）的墓葬系列埋藏着蜷缩的尸体，正是已知在爱琴最典型的发现。米洛斯岛很久以来就以盛产早期物件而著称，却一直没有得到系统的发掘，直到1896年英国雅典学院接手，在费拉科庇发现了除了新石器时代以外爱琴文明各个阶段的文物。
在青铜时代晚期的塞浦路斯地图上（如米雷斯—J. L. Myres和李希特—M. O. Richter在塞浦路斯博物馆的编目上所给出的）仅在墨萨奥拉（Mesaor'a）地区附近就显示了多于二十五个的定居点，其中萨拉米（Salamis）附近的恩科米（Enkomi）所得的爱琴贵金属珍品是迈锡尼之外最丰富的。商特尔（E. Chantre）在1894年于弗里吉亚以及普提里亚（Pteria）找到了类似希沙利克所产的无光泽的物件。而随后派往安那托利亚西北的英国考古探险队每一次都能够从偏远的林达库斯（Rhyn-dacus）、桑加利乌斯（Sangarius）以及哈里斯（Halys）等峡谷中带回爱琴样式的陶器样品。
而在埃及，1887年皮特里（W. M. F. Petrie）于卡洪（Kahun），在法尤姆（Al Fayyum）发现了克里特风格的彩绘陶瓷碎片。1889年他溯尼罗河而上，在阿玛纳山（Tell el-Amarna）幸运地发掘出不少于800件爱琴花瓶。如今在开罗、佛罗伦萨、伦敦、巴黎和博洛尼亚的众多埃及文物收藏中也已经辨认出不少对爱琴制品的仿制之作，这已经足以偿还爱琴文明在之前对埃及艺术欠下的债了。1885年在西顿（Sidon）发现了两件爱琴陶器；而21世纪初在巴勒斯坦基金会（Palestine Fund）对于菲利斯丁（Philistines）的发掘中出土了许多爱琴残片，特别是塞浦路斯陶器。
西西里岛东南部自从奥尔西（P.Orsi）对于伦蒂尼（Lentini）附近的西塞尔（Sicel）墓于1877年的发掘以来，已经成为了一个早期文物的源泉，其中有自希沙利克的第二层以来对爱琴装饰主题的持续模仿。撒丁岛也有爱琴文明的遗址，比如在特蒂（Teti）附近的阿比尼（Abini）。西班牙也在加的斯（Cádiz）和萨拉戈萨附近的墓葬中出土了经辨认为爱琴风格的文物。
然而，在爱琴海有一片土地，它的富饶在任何时候都能使所有其他的地方黯然失色，这个地方就是克里特。它的丰富使我们不得不认为它就是爱琴文明的源泉，并且可能在很长时间内都是政治和社会中心。1885年伊达山的一个山洞里发现了精美的青铜器，然后人们又陆续找到了一些有铭刻的纪念物，例如著名的哥提那法律（Gortyna），这些发现引起了考古学家的注意。不过第一批被确认为爱琴文物的是1878年卡罗恺利诺斯（Minos Kalokhairinos of Candia）在克诺索斯发现的一些物件。继而哈尔布赫尔（F. Halbherr）在墨萨拉（Messara）南部平原的发掘工作也很有收获。施蒂尔曼（W. J. Stillman）和施里曼在克诺索斯进行了不太成功的尝试，最后还是阿瑟·埃文斯在1893年走进了历史，他在继后的几年内游历了整个岛屿，收集了零星的一些意义不详的材料，使他慢慢感觉到重要的发现即将到来。他也收集了足够的证据而预期能够发现书写的文字，而在此之前没有人指望能在爱琴文明里找到这种东西。最终的突破出现在1897-98年，克里特文明终于向人们揭开了它的面纱。
因此，现在这里所称的“爱琴地区”已经扩大到了包括克里特和塞浦路斯在内的爱琴海群岛、希腊半岛以及爱奥尼亚诸岛以及西安那托利亚。仍需要证据来加入马其顿和色雷斯海岸。它的分支可以延伸到西地中海地区，西西里、意大利、撒丁那以及西班牙，以及东地中海地区，包括叙利亚和埃及。而对于昔兰尼卡地区还需更多的了解。